# 天祐 (越南)
天祐（1557年），是大越国后黎朝英宗黎維邦的第一个年号，共计1年。鄭主兼總內外平章軍國重事為世祖諒國公鄭檢。

## 纪年
| 天祐 | 元年     |
| 公历 | 1557年   |
| 干支 | 丁巳     |
| 莫朝 | 光宝4年  |
| 明   | 嘉靖36年 |